# Dimitris Lyacos
Dimitris Lyacos (în greacă: Δημήτρης Λυάκος; n. 19 octombrie 1966, Atena, Regatul Greciei) este un poet și dramaturg grec contemporan. Este autorul trilogiei Poena Damni. Renumită pentru forma sa de gen și de avangardă combinație de teme din tradiția literară cu elemente din ritual, religie, filozofie și antropologie, opera lui Lyacos reexaminează narațiunile mari în contextul unora dintre motivele de lungă durată ale canonului occidental. În ciuda lungimii sale - trilogia totală nu contează mai mult de două sute de pagini - Poena Damni a preluat o perioadă de treizeci de ani pentru a completa,  cu cărțile individuale revizuite și republicate în ediții diferite în această perioadă și aranjat în jurul unui grup de concepte, inclusiv țap ispășitor, căutare, întoarcerea morților, mântuire, suferință fizică, boli mintale. Personajele lui Lyacos sunt întotdeauna la o distanță de societate ca atare, fugari, precum naratorul Z213: Exit, izbăviți într-un loc de iarnă distopică precum personajele din „Cu oamenii de la pod” sau amăgiți, ca protagonistul Primului Moartea a cărei luptă pentru supraviețuire se desfășoară pe o insulă asemănătoare cu deșertul. Poena Damni a fost interpretată ca o „alegorie a nefericirii” împreună cu lucrări ale unor autori precum Gabriel Garcia Marquez și Thomas Pynchon, fiind considerată, în același timp, un exponent major al sublimului postmodern. și una dintre cele mai importante lucrări anti-utopice ale secolului XXI.
Dimitris Lyacos este considerat la nivel internațional drept cel mai cunoscut autor grec contemporan și cel mai probabil candidat al țării la Premiul Nobel pentru literatură.

## Poena Damni
Pœna Damni este o trilogie, în care o tramă narativă minimală, încorporează elemente de discurs poetic sau, pe alocuri, scene dramatizate și funcționează ca o epopee fragmentată a condiției umane precare postmoderne.
	Partea întâi, Z213 Exit, deapănă (atât cât deapănă) istoria unei evadări: ne nicăieri către niciunde. Personajul liric, un prizonier sortit morții, reușește in extremis să iasă (exit, exodos) din lagărul (?), închisoarea (?) unde își aștepta execuția. Într-o gară își schimbă straiele și abordează un tren în direcție necunoscută. Pe durata călătoriei, care traversează peisaje devastate de război și/sau de calamități, fugarul „dialoghează” în scris (pe paginile unei Biblii găsite în buzunarul hainei de împrumut) cu versete aproape ilizibile din Scripturi, cu pasaje din cronicile romane despre războaiele iudaice, precum și cu însemnările intercalate ale fostului posesor al cărții.* În tren, el găsește și o altă carte, abandonată, purtând titlul Prima moarte, ce va constitui a treia parte a a trilogiei.
	Partea a doua, intitulată Cu cei de pe pod, urmărește un spectacol improvizat, cu mijloace precare, un joc trist și amuzant al unul grup de lumpeni, într-un decor de abandon și ruină. Printre spectatori se află și naratorul din partea întâi, Z213: Exit. El consemnează, sub formă de însemnări jurnaliere, secvențele fragmentare, eliptice și monologurile intermitente ce compun spectacolul. Treptat și din ce în ce mai lămurit, descoperim că este vorba de o versiune modernă, anticonvențională a mitului folcloric al vârcolacului, care funcționează pentru spectator atât în cadrul narațiunii, cât și (la fel de mult, ba poate mai mult) în acela al unui rit ermetic de inițiere.
	Prima moarte, partea a treia a trilogiei, este povestea unui individ părăsit pe o insulă pustie (poveste spusă, poate, chiar de el însuși). Într-o succesiune de patrusprezece episoade, protagonistul infirm (un nou Filoctet sau un avatar invers al lui Robinson Crusoe) se străduiește din răsputeri să supraviețuiască. Asistăm deci la o luptă feroce dintre om și natura elementară, precum și la dezintegrarea fizică și psihică a personajului. După cum știm, istoria cu pricina e citită de naratorul din Z213: Exit într-o carte găsită de el în trenul fugii. Trebuie adăugat că aceasta este o traducere: dintr-o limbă oarecare, ce poate fi, spre exemplu, greaca, într-altă limbă oarecare, ce poate fi... x. Din scrupul filologic, traducătorul invizibil îi atașează un corpus de „Note liminare”, destinate a explica polisemiile și intertextualitățile presupuse a fi prezente în originalul, tot invizibil.

## Legături externe
- https://revistaechinox.ro/2021/02/dimitris-lyacos/ Arhivat în 22 septembrie 2022, la Wayback Machine.
- Site web oficial
- Sullivan, Shorsha. „Results for 'lyacos'”. Worldcat.org. Accesat în 27 iulie 2013.
- A video reading with the author (Greek subtitled in English) pe YouTube